# Wumen Huikai
Wumen Huikai (chinois simplifié : 无门慧开 ; chinois traditionnel : 無門慧開 ; pinyin : Wúmén Huìkāi ; Wade : Wu-men Hui-k'ai) (1183-1260) est un moine chinois du bouddhisme chan. Il est connu pour son ouvrage La Barrière sans porte, un recueil de 48 kôan.  

## Biographie
Il est né en 1183 à Hangzhou, dans la province du Zhejiang. Huikai, son nom de moine bouddhiste, signifie « Déploiement-de-sagesse », et il appartenait au Linji zong (école Linji). Il pratiqua auprès de différents maîtres, tout d'abord à Hangzhou avec Tianlong (« Gong du Dragon céleste ») — également originaire de Hangzhou — après quoi il se rendit au temple des « Dix mille longévités » (Wanshou si) à Suzhou dans le Jiangsu, où il prit pour maître Yuelin Shiguan (1143-1217).    
Ce dernier lui soumit le célèbre kôan du Wu (jap. Mu, c'est-à-dire « non/sans ») de Zhaozhou, celui-là même qui ouvre le recueil de la Passe sans porte : « Un jour, un moine demande au révérend Zhazhou: "Un chien a-t-il aussi la nature de bouddha ou non ?" Zhaozhou répond: "Non" (Wu). » Ce cas absorba totalement Wumen six ans durant, au point qu'il cessa de dormir et qu'il désespérait de le résoudre. Et puis un jour, il s'éveilla soudainement en entendant le tambour sonner le rassemblement des moines. Après quoi, il se rendit chez Yuelin qui lui posa une question à laquelle Wumen répondit par un cri — que son maître lui retourna. Son éveil fut alors confirmé. Et puisqu'il s'était éveillé en méditant sur le kôan Mu, il fut dès lors surnommé Wumen, littéralement « méthode (men) du non (wu) ».     
Il était alors encore assez jeune, et il commença à enseigner en 1219, à l'âge de trente-six ans, développant bientôt pour ses propres disciples son propre ensemble de kôans tirés de différents ouvrages de la Transmission de la lampe,. Par la suite, il devint un moine errant, hirsute et vêtu de hardes, travaillant souvent dans les champs, et passant d'un temple à l'autre, où il s'arrêtait parfois  plus ou moins longuement — on connaît le nom d'au moins sept temples où il aurait résidé. En 1246, à l'âge de soixante-trois ans, il fonda un temple, le Longxiang si (« Temple du faste dragon ») près du lac de l'Ouest à Hangzhou, où il demeura jusqu'à sa mort en 1260. On sait aussi qu'il a aussi été abbé de plusieurs monastères, et qu'il fut invité par l'empereur Lizong à donner un sermon au Palais impérial et à prier pour les pluies. Pour honorer ses réalisations, l'empereur lui remit un kesa d'or et le gratifia du titre de « Maître Chan de l'œil du dharma ».